# Walls of Jericho (album)
Pour les articles homonymes, voir Jéricho (homonymie).
Pour le groupe de metalcore, voir Walls of Jericho.
Albums de Helloween
Helloween
(1985) Keeper of the Seven Keys, Pt. 1
(1987)
Walls of Jericho est le premier album studio du groupe de power metal allemand Helloween, sorti le 1er janvier 1986.
L'illustration de la pochette est signée Uwe Karczewski.

## Composition du groupe
- Kai Hansen – chants, guitare
- Michael Weikath – guitare
- Markus Grosskopf – basse
- Ingo Schwichtenberg – batterie

## Dans la culture populaire
C'est le nom de cet album qui a inspiré le nom de scène du catcheur canadien Chris Jericho. 

## Liste des titres

### Version originale
| No | Titre                    | Auteur                      | Durée |
| -- | ------------------------ | --------------------------- | ----- |
| 1. | Walls of Jericho         | Kai Hansen, Michael Weikath | 0:53  |
| 2. | Ride the Sky             | Kai Hansen                  | 5:54  |
| 3. | Reptile                  | Michael Weikath             | 3:45  |
| 4. | Guardians                | Michael Weikath             | 4:19  |
| 5. | Phantoms of Death        | Kai Hansen                  | 6:33  |
| 6. | Metal Invaders           | Kai Hansen                  | 4:10  |
| 7. | Gorgar                   | Kai Hansen, Michael Weikath | 3:57  |
| 8. | Heavy Metal (Is the Law) | Kai Hansen, Michael Weikath | 4:08  |
| 9. | How Many Tears           | Michael Weikath             | 7:11  |

### Édition 1988
| No  | Titre                           | Auteur                      | Durée |
| --- | ------------------------------- | --------------------------- | ----- |
| 1.  | Starlight                       | Kai Hansen, Michael Weikath | 5:17  |
| 2.  | Murderer                        | Kai Hansen                  | 4:26  |
| 3.  | Warrior                         | Kai Hansen                  | 4:00  |
| 4.  | Victim of Fate                  | Kai Hansen                  | 6:37  |
| 5.  | Cry for Freedom                 | Kai Hansen, Michael Weikath | 6:02  |
| 6.  | Walls of Jericho / Ride the Sky | Kai Hansen, Michael Weikath | 6:45  |
| 7.  | Reptile                         | Michael Weikath             | 3:45  |
| 8.  | Guardians                       | Michael Weikath             | 4:19  |
| 9.  | Phantoms of Death               | Kai Hansen                  | 6:33  |
| 10. | Metal Invaders                  | Kai Hansen                  | 4:10  |
| 11. | Gorgar                          | Kai Hansen, Michael Weikath | 3:57  |
| 12. | Heavy Metal (Is the Law)        | Kai Hansen, Michael Weikath | 4:08  |
| 13. | How Many Tears                  | Michael Weikath             | 7:11  |
| 14. | Judas                           | Kai Hansen                  | 4:43  |